# Smiła
Smiła (ukr. Сміла) – miasto na Ukrainie w obwodzie czerkaskim, siedziba byłego rejonu; nad Taśminą (dopływ Dniepru); liczy 67,5 tys. mieszkańców; zakłady naprawcze taboru kolejowego, przemysł maszynowy, metalowy, spożywczy, odzieżowy oraz meblarski.

## Historia

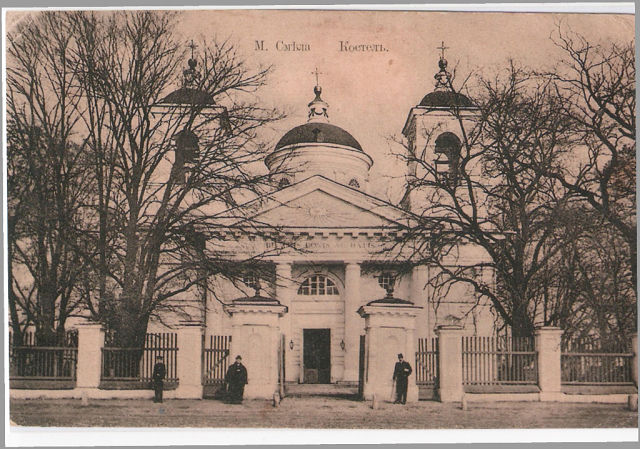
Kościół katolicki na przełomie XIX i XX w.

W 1536 roku tereny te król Zygmunt I Stary nadał Juśkowi Tymkiewiczowi, który założył tu osadę nazwaną Juśkowem. W Rzeczypospolitej miejscowość należała administracyjnie do powiatu kijowskiego w województwie kijowskim. W 1633 roku okolice te Krystyna Pachucina Korzeniowska sprzedała hetmanowi wielkiemu koronnemu Stanisławowi Koniecpolskiemu.
W 1768 Smiłę objęła koliszczyzna. Franciszek Ksawery Lubomirski w 1787 sprzedał miasto wraz z całą Smilańszczyzną za 2 mln rubli Grzegorzowi Potiomkinowi, dzięki czemu uzyskał on polski indygenat. W 1793 po II rozbiorze Polski miasto zostało włączone do Imperium Rosyjskiego. Pod zaborami siedziba gminy Smiła w powiecie czerkaskim w guberni kijowskiej. W XIX wieku istniała tu parafia katolicka dekanatu zwinogródzkiego.
Podczas II wojny światowej Smiła była okupowana przez Wehrmacht od 4 sierpnia 1941 do 29 stycznia 1944.
Podczas okupacji hitlerowskiej, pod koniec 1941 roku Niemcy utworzyli getto dla żydowskich mieszkańców. Przebywało w nim około 700 osób. Pod koniec lutego 1942 roku Niemcy zlikwidowali getto, a Żydów zamordowali. Sprawcami zbrodni była niemiecka żandarmeria oraz ukraińska policja. 
W 1989 liczyła 79 449 mieszkańców.
W 2013 liczyła 68 636 mieszkańców.

## Zabytki
- po zamku położonym na wysokiej górze, pozostały resztki wałów i fos, między fałami cmentarz katolicki[7].
- Kościół Wniebowzięcia NMP z 1818 r.
- Cerkiew Opieki Matki Bożej z początku XX wieku
- Dworzec kolejowy Smiła z 1870 r.
- Dawny budynek banku z 1909 r., współcześnie muzeum
- Dawne gimnazjum męskie z 1909 r.
- Dawne gimnazjum żeńskie z 1910 r.
- Wieża ciśnień z 1907 r.
- Wieża strażacka z lat 30. XX wieku
- Dworzec kolejowy im. Tarasa Szewczenki z 1951 r.
- Dom kultury z 1962 r.

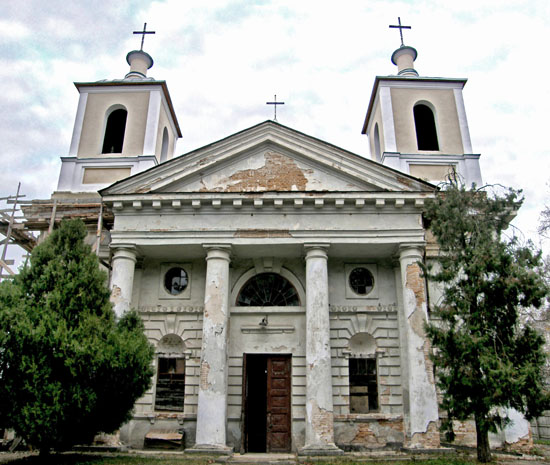
Kościół Wniebowzięcia NMP
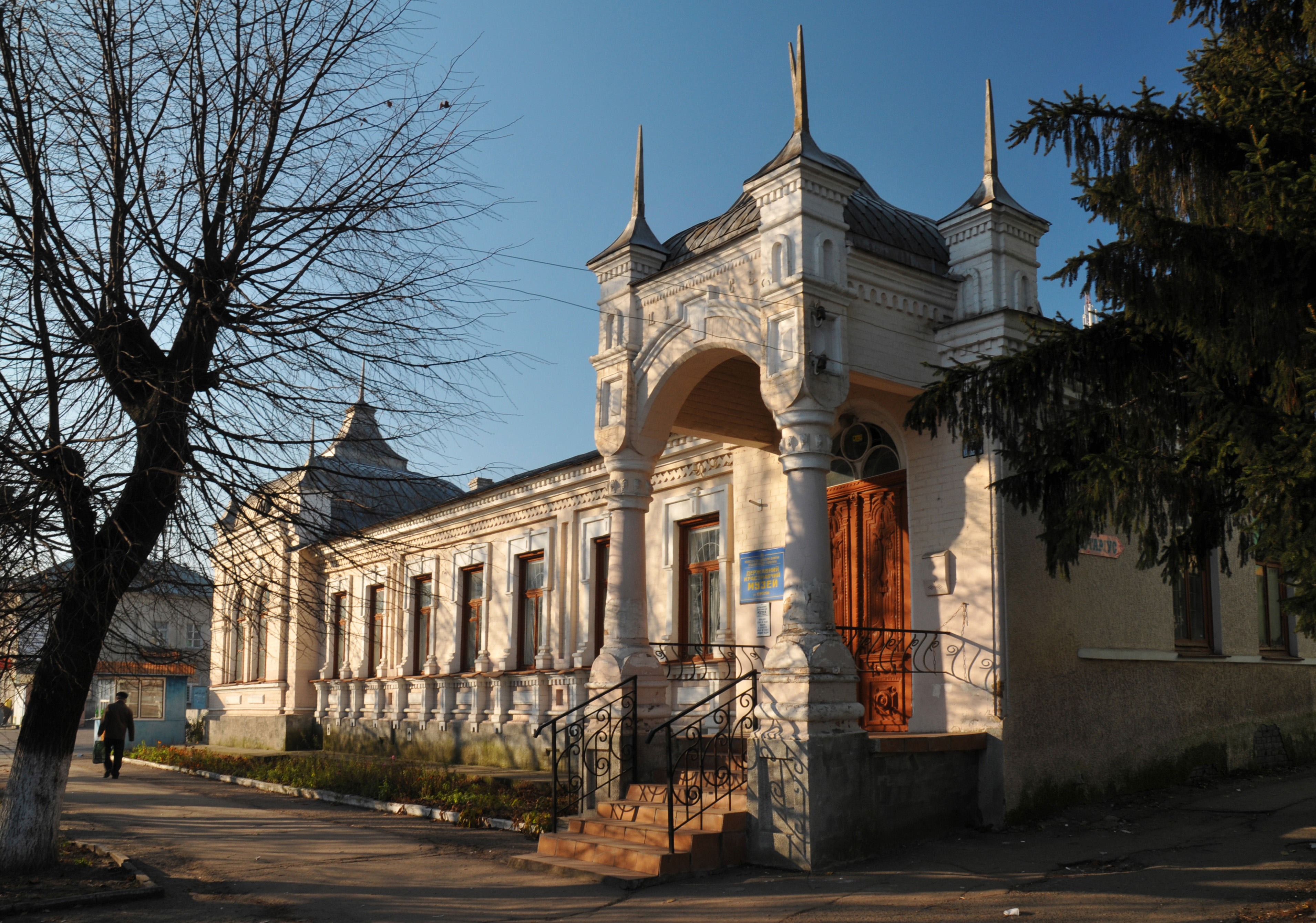
Dawny budynek banku
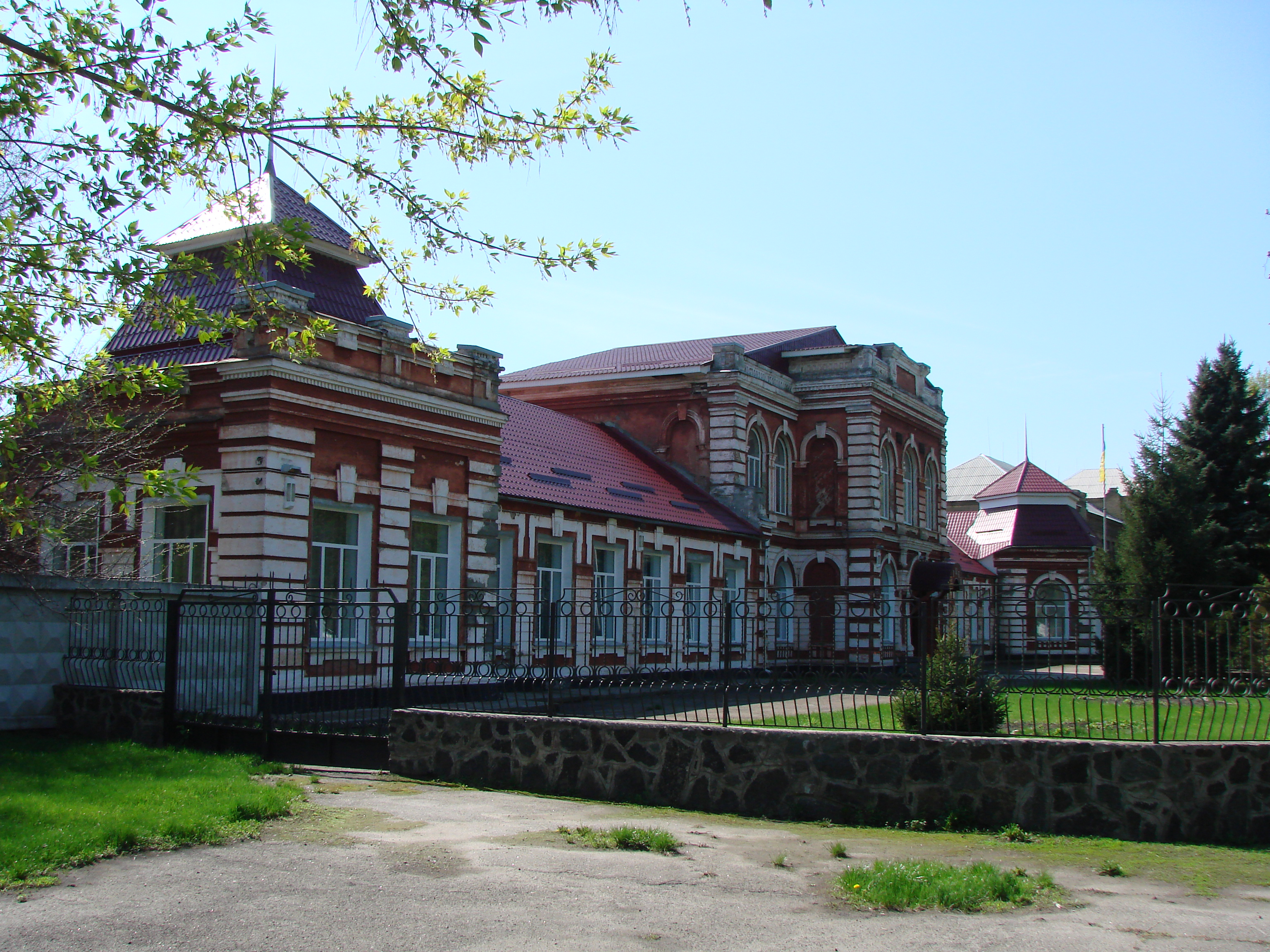
Dawne gimnazjum żeńskie
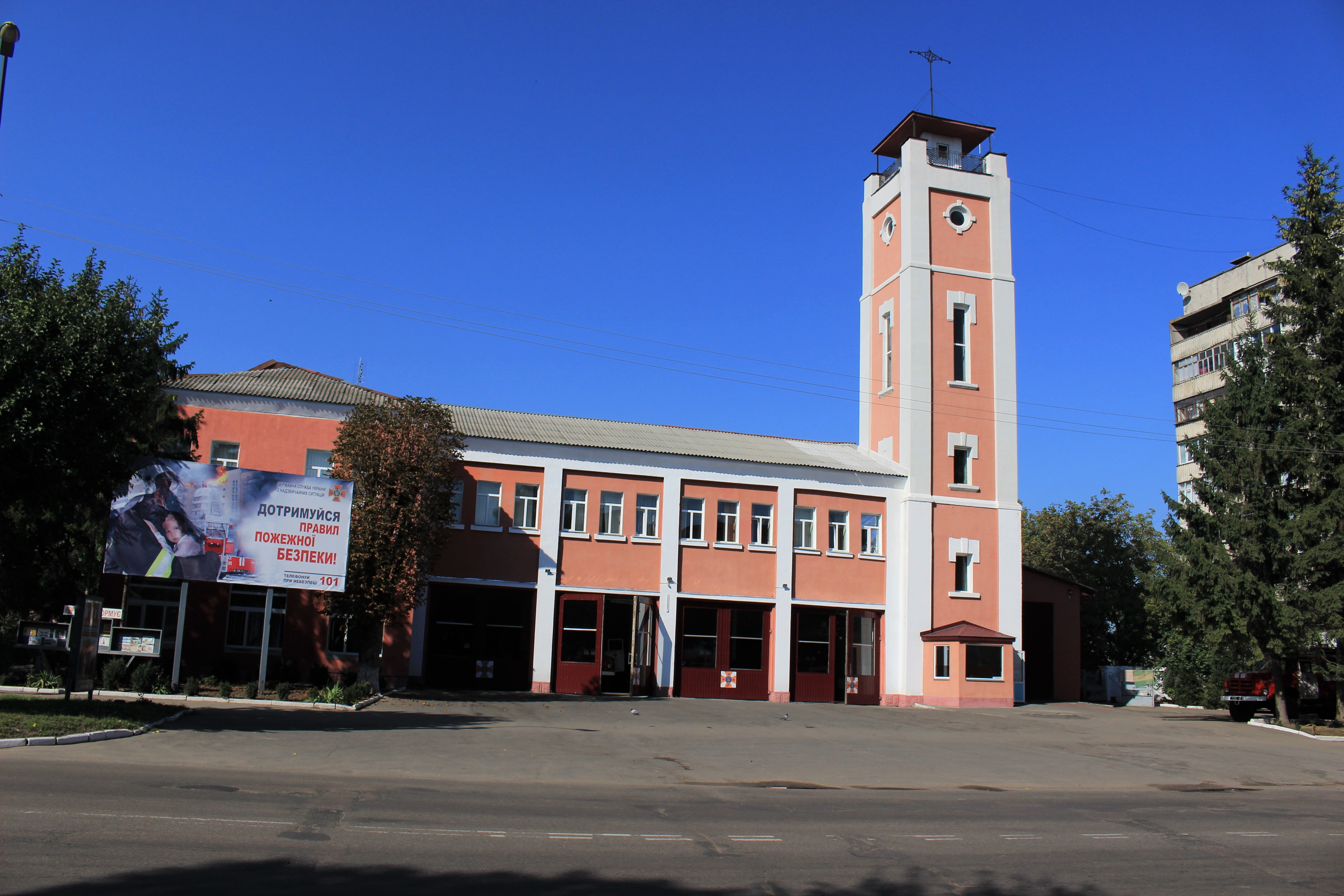
Wieża strażacka

## Urodzeni w Smile
- Jan Raczyński – polski chirurg, profesor nauk medycznych
- Tadeusz Strumiłło – polski pedagog, doktor filozofii, instruktor harcerski
- Jerzy Tyczyński – polski aktor
- Hawryło Miszczenko – radziecki polityk

## Miasta partnerskie
- Newton, Stany Zjednoczone